# Pterogenomyia strigata
Pterogenomyia strigata är en tvåvingeart som först beskrevs av Günther Enderlein 1924.  Pterogenomyia strigata ingår i släktet Pterogenomyia och familjen bredmunsflugor. Inga underarter finns listade i Catalogue of Life.